# كريس مكنيل
كريس مكنيل (بالإنجليزية: Chris McNeill)‏ هو متزلج قفز أمريكي، ولد في 20 نوفمبر 1954 في بويبلو في الولايات المتحدة، وتوفي في 5 فبراير 2011 في ستيمبوت سبرينغز في الولايات المتحدة.

## وصلات خارجية
- كريس مكنيل على موقع الاتحاد الدولي للتزلج (القفز التزلجي) (الإنجليزية)
- كريس مكنيل على موقع اللجنة الأولمبية الدولية (الإنجليزية)
- كريس مكنيل على موقع أوليمبيديا (الإنجليزية)